# Melitaea wiltshirei
Melitaea wiltshirei är en fjärilsart som beskrevs av Higgins 1941. Melitaea wiltshirei ingår i släktet Melitaea och familjen praktfjärilar. Inga underarter finns listade i Catalogue of Life.